# Lampanyctus jordani
Lampanyctus jordani är en fiskart som beskrevs av Gilbert, 1913. Lampanyctus jordani ingår i släktet Lampanyctus och familjen prickfiskar. IUCN kategoriserar arten globalt som livskraftig. Inga underarter finns listade i Catalogue of Life.